# Костачаро
Костачаро (итал. Costacciaro) је насеље у Италији у округу Перуђа, региону Умбрија.
Према процени из 2011. у насељу је живело 533 становника. Насеље се налази на надморској висини од 554 м.

## Становништво
| 1936. | 1951. | 1961. | 1971. | 1981. | 1991. | 2001. | 2011. |
| ----- | ----- | ----- | ----- | ----- | ----- | ----- | ----- |
| 2.713 | 2.667 | 2.046 | 1.435 | 1.274 | 1.289 | 1.289 | 1.283 |